# マリア・マヌエラ・デ・ポルトゥガル
マリア・マヌエラ・デ・ポルトゥガル（Maria Manuela de Portugal, 1527年10月15日 - 1545年7月12日）は、アストゥリアス公フェリペ（のちのスペイン王フェリペ2世）の最初の妃。
ポルトガル王ジョアン3世と王妃カタリーナの長女として、コインブラで生まれた。フェリペとは母方でも父方でも従兄妹の関係にあった。
1545年7月8日、最初の子カルロスを出産し、その4日後産褥でバリャドリッドにて死去した。